# Viena-ekspeditionen
Viena-ekspeditionen (på finsk: Vienan retkikunta) var en militær ekspedition, som blev gennemført af finske frivillige i marts 1918 med det formål at erobre Hvide Karelen (Vienan Karjala) fra bolsjevikkerne. Det var en af mange "slægtsfejder" (Heimosodat), som blev udkæmpet i nærheden at det nyligt uafhængige Finland under den Russiske borgerkrig.
Selv om det russiske Østkarelen aldrig havde været en del af det svensk-finske rige eller af Storhertugdømmet Finland, var det på den tid fortrinsvis beboet af karelere i familie med finnerne. Mange fortalere for et Storfinland gik ind for, at det russiske Østkarelen skulle underlægges Finland.
Ekspeditionen bestod af to grupper. Den ene gruppe var finske jægersoldater under ledelse af løjtnant Kurt Martti Wallenius. Han og hans lette infanteri krydsede grænsen ved Kuusamo, men blev indviklet i kampe med den finske Røde Garde, og kom ikke videre. Den anden gruppe var under ledelse af oberstløjtnant Carl Wilhelm Malm og bestod af omkring 350 mand. Den 10. april var Malms gruppe nået så langt frem som til kystbyen Kem ved Hvidehavet. Malm var ude af stand til at besætte byen og trak sig tilbage til Uhtua hvor han begyndte at forsvare det vestlige Hvide Karelen. Finnerne ændrede nu taktik og gennemførte en kampagne for at overbevise de lokale, landsby for landsby, om at slutte sig til de finske frivillige.
Da de finske tropper ankom til Hvide Karelen, bemærkede de, at befolkningen var delt. En del af befolkningen ønskede et uafhængigt Karelen. Størstedelen af befolkningen ønskede blot større selvbestemmelse. Mange mente, at de ville få større uafhængighed i et bolsjevikisk Rusland. Et lille mindretal ønskede, at Karelen skulle slutte sig til den nye finske stat. For de fleste var praktiske spørgsmål, såsom at sikre tilstrækkelige madforsyninger af langt større vigtighed end ideologiske spørgsmål.
Det endte med, at forslaget om at slutte Østkarelen til Finland fik støtte i de hvidekarelske landsbyer omkring Uhtua. Lokale finske Hvide Garde (Suojeluskunta)-militser blev dannet i over 20 landsbyer i området. I juli blev Malm kaldt tilbage til Finland, og i stedet fik kaptajn Toivo Kuisma kommandoen over de finske tropper. Den finske regering kunne ikke bestemme sig for, om tropperne skulle trækkes tilbage eller forstærkes.
Situationen blev mere kompliceret, da en styrke på 130 mand fra det britiske Royal Marine Light Infantry gik i land i Murmansk den 6. marts for at forhindre tyskerne og deres finske allierede i at få kontrol over Hvidehavets kyst og jernbanen til Murmansk. I juni havde en blanding af britiske marinere, franske artillerister, en del af en serbisk bataljon, Røde Garde tropper fra Sovjetten i Murmansk og nogle finske Røde Garde tropper kontrollen over jernbanen fra Murmansk sydpå til Kem. Ved ankomsten af britiske forstærkninger og med en allieret plan om at skabe forbindelse til hvide tropper i Sibirien valgte Trotsky efter fredsslutningen med Tyskland at sende 3.000 tropper nordpå. I juli blev disse tropper afvæbnet og fjernet af briterne, som trængte sydpå til Sorokko. Britisk ledede styrker, som forsvarede jernbanen, omfattede en bataljon på 1.400 røde finner og det karelske regiment – også kendt som de irske kareliere efter oberst P.J. Woods fra Royal Irish Rifles som opstillede og førte det 4.000 mand store regiment. Der blev også opstillet et østkarelsk regiment.
Situationen for Viena-ekspeditionen begyndte at forværres. Det karelske regiment, som var stationeret i Kem, angreb de finske tropper ved Jyskyjärvi den 27. august. 18 mand gik tabt. Det næste angreb kom mod Luusalmi den 8. september, og her blev 42 finner dræbt. De efterfølgende kampe stod ved Kostamus og Vuokkiniemi i september og oktober. De finske tropper trak sig tilbage til Finland den 2. oktober. Af disse tropper overlevede 195 og tog hjem, mens 83 blev dræbt.
De britiske styrker trak sig tilbage i oktober 1919, og den Hvide Hær brød sammen. Efter Viena-ekspeditionen havde sognet Repola i Østkarelen afholdt en afstemning om at slutte sig til Finland, men Finland opgav alle krav på Østkarelen ved fredstraktaten i Tartu i 1920.